# Cavidad atrial

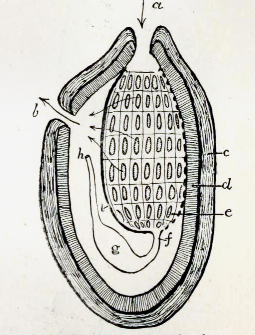
Esquema de la anatomía interna de una ascidia (Tunicata) mostrando la ubicación de la cavidad atrial, abierta al exterior por un sifón inhalante (a) y un sifón exhalante (b)

La cavidad atrial o cavidad perifaríngea es una cavidad corporal tapizada por tejido de origen ectodérmico, que rodea casi totalmente a la faringe tremada en los cordados de los subphyla Tunicata y Cephalochordata. 

## Origen embrionario y formación
En los céfalocordados, la cavidad atrial se forma durante la metamorfosis por crecimiento de dos repliegues laterales de la pared corporal, por fuera y por sobre las hendiduras branquiales de la faringe; dichos repliegues se extienden y terminan fusionándose en la línea medio-ventral, determinando en su interior la cavidad atrial, tapizada por epitelio ectodérmico, la cual rodea a la faringe y abre al exterior por un atrioporo ubicado en la parte posterior de dicha cavidad, en posición medio-ventral y en el tercio posterior del cuerpo (bastante por delante del ano).
En los tunicados, la cavidad atrial comienza a formarse durante la etapa de "larva renacuajo" como una o dos invaginaciones ectodérmicas (dependiendo de la especie), las que luego se fusionan para formar una cámara, la cavidad atrial, hacia la cual pasa el agua filtrada por la faringe antes de ser expulsada a través del sifón atrial o exhalante.

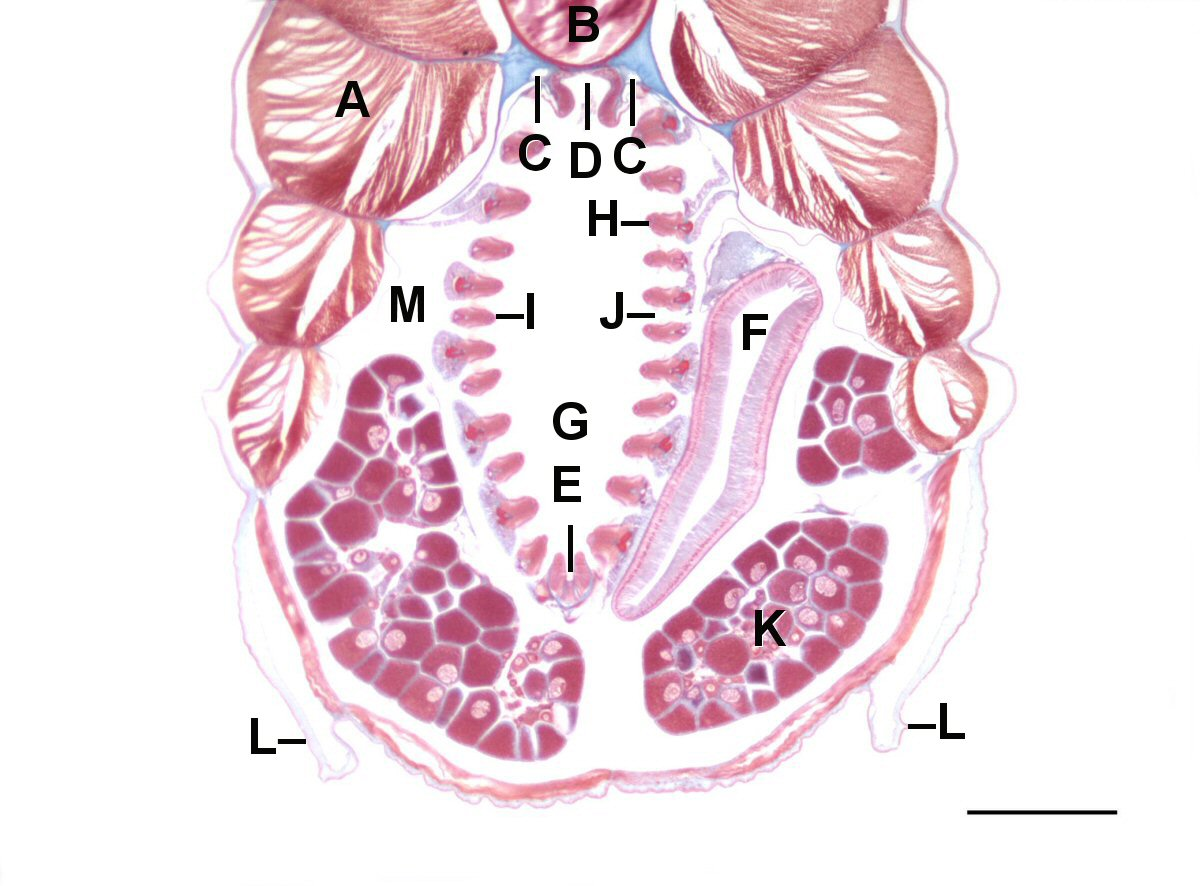
Corte histológico de céfalocordado (anfioxo) a nivel de la faringe mostrando la ubicación de la cavidad atrial (M)

La cavidad atrial no debe confundirse con la cavidad celómica; esta última, de origen mesodérmico, está poco desarrollada en tunicados y céfalocordados. Tampoco debe confundirse con la cavidad homónima o espongocele de los poríferos, ni con las cavidades del corazón. 